# Hertz

Luci lampeggianti a diverse frequenze (f). L'intervallo (T) di intermittenza è inversamente proporzionale alla frequenza:

Variazione della forma d'onda al variare della frequenza

L'hertz (simbolo Hz) è l'unità di misura della frequenza nel Sistema Internazionale. Prende il nome dal fisico tedesco Heinrich Rudolf Hertz che portò importanti contributi alla scienza nel campo dell'elettromagnetismo.
Hz [=] 1⁄s
oppure:
Hz [=] s−1
Tale unità di misura può essere applicata a qualsiasi evento periodico. Un hertz equivale a un evento o a un impulso al secondo. Ad esempio, si può dire che il ticchettio di un orologio da polso al quarzo ha una frequenza di 1 Hz.
Nelle vecchie pubblicazioni si trova l'unità equivalente cicli per secondo (cps).

## Multipli
I multipli dell'Hertz sono:
1 decahertz  (simbolo daHz) = 101 Hz  = 10 Hz
1 ettohertz  (simbolo hHz)  = 102 Hz  = 100 Hz
1 kilohertz  (simbolo kHz)  = 103 Hz  = 1 000 Hz
1 megahertz  (simbolo MHz)  = 106 Hz  = 1 000 000 Hz
1 gigahertz  (simbolo GHz)  = 109 Hz  = 1 000 000 000 Hz
1 terahertz  (simbolo THz)  = 1012 Hz = 1 000 000 000 000 Hz
1 petahertz  (simbolo PHz)  = 1015 Hz = 1 000 000 000 000 000 Hz
1 exahertz   (simbolo EHz)  = 1018 Hz = 1 000 000 000 000 000 000 Hz
1 zettahertz (simbolo ZHz)  = 1021 Hz = 1 000 000 000 000 000 000 000 Hz
1 yottahertz (simbolo YHz)  = 1024 Hz = 1 000 000 000 000 000 000 000 000 Hz

## Sottomultipli
I sottomultipli dell'Hertz sono:
1 attohertz  (simbolo aHz) = 10-18 Hz  = 0,000 000 000 000 000 001 Hz - utilizzato per la costante di Hubble
1 millihertz  (simbolo mHz) = 10-3 Hz  = 0,001 Hz - utilizzato per le onde gravitazionali, così come le sue frazioni

## Esempi

### Acustica
- Frequenze tra 25 e 150 Hz: le fusa dei gatti, oppure da 1,5 a 6 kHz.
- Frequenza di 20 Hz: frequenza minima udibile dall'uomo.
- Frequenza di 261,626 Hz: la nota musicale do centrale nel temperamento equabile.
- Frequenza di 256,869 Hz: la nota musicale do centrale nel temperamento equabile verdiano.
- Frequenza di 440 Hz: il la usato per accordare gli strumenti musicali (diapason).
- Frequenza di 430,54 Hz: il la dell'accordatura verdiana (o "scientifica").
- Frequenza tra 16000 e 24000 Hz: limite superiore delle frequenze udibili dall'orecchio umano medio (con l'avanzare dell'età diminuisce).

### Elettronica
- 44,1, 48, 96 e 192 kHz: frequenze tipiche di campionamento usate nei CD, DVD e DVD-Audio.
- 740 kHz: la velocità di clock del primo microprocessore commerciale, l'Intel 4004 (1971).
- da 1 a 8 MHz: la velocità di clock dei primi personal computer (fine anni settanta, inizio anni ottanta).
- da 1,2 a 3 GHz: la velocità di clock dei processori degli smartphone (dal 2014 a oggi).
- da 2 a 5 GHz: la velocità di clock degli ultimi microprocessori singoli (anni 2000-oggi).
- 5,5 GHz: la velocità di clock del processore più veloce (2022) Core i9 12900k.

### Elettromagnetismo
- 50 o 60 Hz: corrente alternata fornita dalle prese elettriche.
- 400 Hz: corrente alternata utilizzata in aviazione, generata e utilizzata sugli aerei.
- 60 Hz: corrente alternata utilizzata in ambito marittimo, utilizzata attualmente su quasi tutti i tipi di navi.
- da 531 a 1602 kHz: radio in onde medie AM. Subito oltre si trovano le HF in uso per le radio internazionali.
- da 2,30 a 21,85 MHz: radio in onde corte AM. Subito dopo si trovano le VHF.
- da 87,5 a 108 MHz: radio in FM. Subito oltre si trovano le VHF e UHF in uso in aeronautica.
- da 177 a 230 MHz: radio digitale terrestre DAB+.
- da 474 a 690 MHz: televisione digitale terrestre DTT.
- da 700 a 2200 MHz: telecomunicazioni – GSM 900, UMTS 2100, LTE (4G), 5G 700, 800, DCS e LTE 1800 sono le frequenze usate per la trasmissione e ricezione dei segnali nelle SRB e antenne per la rete di telefonia mobile  cellulare.
- 460 THz: luce rossa.
- 30 PHz: raggi X.
- 300 YHz: raggi gamma - raggi prodotti dal Sole e da una reazione nucleare.